# Baga (Einheit)
Baga war ein Volumenmaß in Ragusa (Dalmatien). Das Maß unterschied sich unwesentlich in den Nachkommastellen vor und nach 1856 [() Wert].
- 1 Baga = 6,94310 Liter (6,94321 Liter)
- 2 2/3 Bagas = 1 Cupello
- 16 Bagas = 1 Stajo di Ragusa

Die Maßkette für das Getreidemaß war
- 1 Stajo di Ragusa = 6 Cupelli = 16 Bagas = 5600,3 Pariser Kubikzoll = 111,0896 Liter